# Muscat du Cap Corse

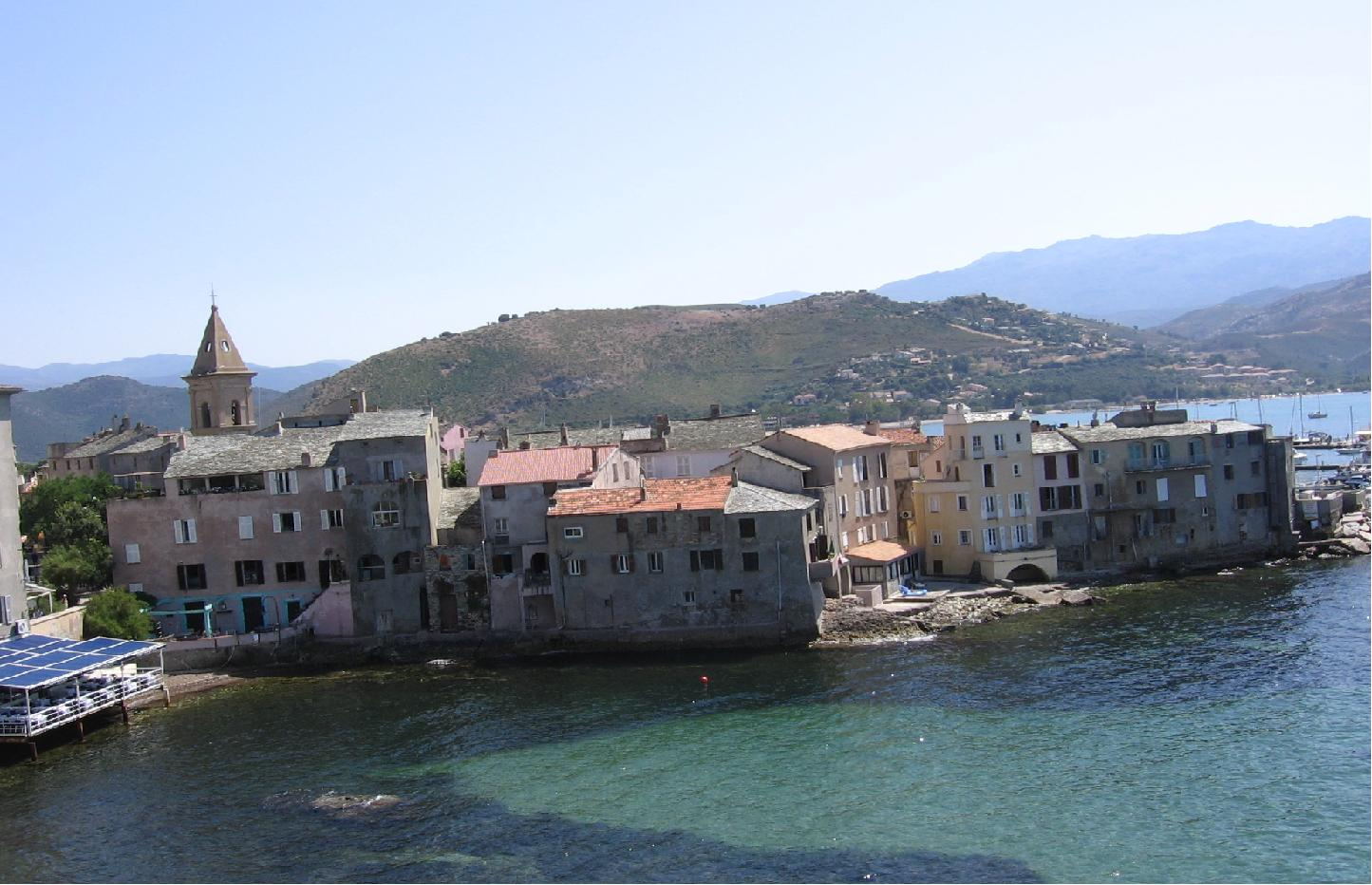
Das Anbaugebiet des Muscat du Cap Corse: der Golf von Saint-Florent und das Hinterland

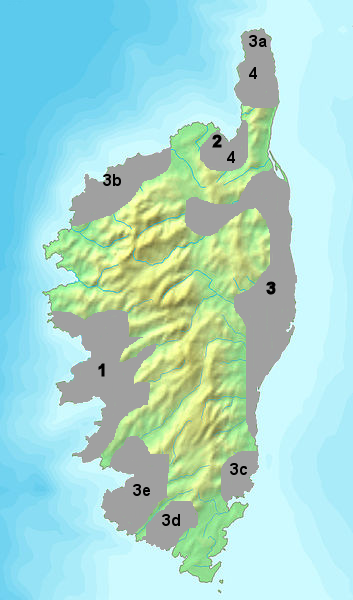
Appellationen auf Korsika, 4 = Muscat du Cap Corse

Das Weinbaugebiet Muscat du Cap Corse ist eine Appellation (Herkunftsbezeichnung) auf der französischen Insel Korsika. Unter diesem Namen werden ausschließlich aufgespritete, weiße Dessertweine mit Restsüße vermarktet. Der Wein zählt damit zur Familie der Vin Doux Naturel.
Das Gebiet verfügt seit dem 26. März 1993 über den Status einer Appellation d’Origine Contrôlée (kurz AOC) und ist damit die jüngste der Appellationen auf Korsika. Zugelassene Rebflächen liegen auf dem Gebiet Cap Corse in den 17 Gemeinden Barbaggio, Barrettali, Cagnano, Centuri, Ersa, Farinole, Luri, Méria, Morsiglia, Oletta, Patrimonio, Pietracorbara, Poggio d’Oletta, Rogliano, Saint-Florent (jedoch nur die Flächen auf der rechten Seite des Baches Aliso), Sisco und Tomino. Das Gebiet liegt als Enklave innerhalb der Appellationen Patrimonio und Vin de Corse – Coteaux du Cap Corse im Norden der Insel nur unweit von Bastia entfernt.
Die Weine werden sortenrein aus der Rebsorte Muscat blanc à petits grains ausgebaut. Der goldgelbe Wein verfügt über eine feine Nase und abhängig vom Erzeuger einem mehr oder minder intensivem Muskataroma. Die Appelltionsvorschriften verlangen, das der Most vor der Vergärung mindestens 252 g/l natürlichen Zucker aufweist. Dies entspricht in etwa einer Auslesequalität mit einem Mostgewicht von 103 Grad Oechsle und der Wein würde bei vollständiger Vergärung einen Alkoholgehalt von mindestens 15 Volumenprozent erreichen. Der natürliche Gärprozess wird jedoch bei Erreichen einer Restsüße von mindestens 95 g/l durch Zugabe von reinem Alkohol gestoppt und auf mindestens 16 Vol.-% gebracht.
Die Ertragsbeschränkung liegt bei niedrigen 30 hl/ha. Die noch junge Appellation entwickelt sich aufgrund des spezifischen Produkts nur langsam. Im Jahr 1996 waren 66 Hektar Rebfläche bekannt. Zurzeit (2006) liegt die deklarierte Rebfläche bei ca. 98 Hektar. Die Tendenz ist weiter steigend. Aufgrund der niedrigen Erträge, die real bei ca. 25–26 hl/ha liegen, liegt die jährliche Produktionsmenge bei etwa 300.000 Flaschen pro Jahr.